# Église apostolique arménienne Saint-Grégoire-l'Illuminateur de Chaville
L'église apostolique arménienne Saint-Grégoire-l'Illuminateur est une église située dans la ville de Chaville, en Île-de-France, dans le département des Hauts-de-Seine.
Elle est consacrée à saint Grégoire Ier l'Illuminateur.

## Description
Elle est située rue du Père-Komitas.

## Historique
A compter de 1931, les offices religieux avaient lieu d’abord au 20, avenue de Ville-d’Avray, aujourd'hui l'avenue de la Résistance. En 1934, un hangar situé rue des Trois-Champtiers, devint l'église Saint-Grégoire-l’Illuminateur. La première pierre de l'édifice actuel, financé par les fidèles, a été bénie le 17 février 1957.
Séropé Manoukian l'a consacrée le 15 décembre de la même année. En 1984, la rue prend le nom de rue du Père-Komitas.